# 馬拉維湖黑麗魚
馬拉維湖黑麗魚，為輻鰭魚綱鱸形目隆頭魚亞目慈鯛科的一個種，被IUCN列為易危保育類動物，分布於非洲馬拉威湖Membe島流域，棲息深度約5公尺，體長可達6.7公分，棲息在沙石底質水域，以小魚及魚卵為食，生活習性不明。

## 擴展閱讀
維基物種上的相關：馬拉維湖黑麗魚